# Monobody
Monobodys, auch Adnectine genannt, sind künstliche Proteine, die zur Bindung von Antigenen befähigt sind. Wenngleich ihr Name eine Verwandtschaft zu Antikörpern (engl. antibody) nahelegt, sind sie strukturell nicht von Immunglobulinen, sondern vom Fibronectin abgeleitet. Monobodies bestehen aus 94 Aminosäuren und sind mit einer Molekülmasse von etwa 10 kDa etwa 15 mal kleiner als Antikörper vom IgG-Typ. Monobodies werden maßgeblich von dem seit 2007 zu Bristol-Myers Squibb gehörenden Biotech-Unternehmen Adnexus entwickelt. Der Monobody Pegdinetanib (CT-322, Angiocept), ein VEGF-Rezeptor-Antagonist, befindet sich derzeit in der zweiten Phase der klinischen Entwicklung für die Behandlung des Glioblastoms und anderer Krebsarten.

## Struktur
Monobodies sind vom menschlichen Fibronectin, genauer von der zehnten extrazellulären Fibronectindomäne vom Typ III, abgeleitet. Diese Domäne besitzt eine Immunglobulin-ähnliche β-Faltblatt-Struktur mit jeweils 3 exponierten Schleifen pro Seite. Modifikationen in den Schleifen BC und FG der Fibronectindomänen führen zu Monobodies mit abweichenden Proteinerkennungsmustern. In der Struktur der Monobodies fehlen Metallionenbindungsstellen und die zentrale Disulfidbrücke.